# Trithemis pluvialis
Trithemis pluvialis är en trollsländeart som beskrevs av W. Foerster 1906. Trithemis pluvialis ingår i släktet Trithemis och familjen segeltrollsländor. IUCN kategoriserar arten globalt som livskraftig. Inga underarter finns listade i Catalogue of Life.